# Шляпников, Сергей Константинович
Сергей Константинович Шляпников (род. 7 мая 1961, Ярославль) — советский и российский волейболист, создатель, почётный президент волейбольного клуба «Ярославич», главный тренер мужской сборной России (2017—2019), которую привёл к победе на чемпионате Европы 2017 года.

## Биография
Занятия волейболом начал в ДЮСШ-2 города Ярославля под руководством Вадима Владимирович Гуревича. В середине 1980-х годов был основным связующим ярославской команды «Автомобилист». В 1985 году окончил Ярославский педагогический институт по специальности «Физическая культура».
В 1988 году создал при Новоярославском нефтеперерабатывающем заводе команду «Нефтяник» (с 2007 года — «Ярославич»), став её начальником, тренером и капитаном. В 1991 году на базе команды был организован профессиональный клуб, принимающий с 1992 года участие в чемпионатах России, а в 1999—2019 годах (за исключением четырёх сезонов) игравший в сильнейшей лиге страны. В 1997 году завершил карьеру игрока.
Оставаясь президентом и тренером «Нефтяника», возглавил юношескую сборную России, а Ярославль был определён базовым центром её подготовки. Дебютным турниром подопечных Шляпникова стали Всемирные юношеские игры 1998 года в Москве. Позднее возглавил и молодёжную сборную страны. Приводил юниорскую сборную России к победам на чемпионатах мира (1999) и Европы (1999, 2003), бронзовым медалям чемпионата Европы (2009). С молодёжными сборными — победитель (2011) и серебряный призёр (2001) чемпионатов мира, 4-кратный чемпион Европы (2000, 2004, 2010, 2014). В январе 2012 года был назначен куратором всех молодёжных мужских сборных России (подбор тренерских кадров, игроков, составление и утверждение календаря).
В 2013 году привёл студенческую сборную России к победе на Универсиаде в Казани и старшую молодёжную сборную к бронзовым наградам первого в истории чемпионата мира U-23. В 2015 году под руководством Сергея Шляпникова вторая сборная России стала бронзовым призёром Европейских игр в Баку.
В начале сезона-2011/12 был главным тренером «Факела» (Новый Уренгой), в сезоне-2015/16 возглавлял краснодарское «Динамо».
2 февраля 2017 года на президиуме Всероссийской федерации волейбола назначен на должность главного тренера мужской сборной России. В первый сезон работы с национальной командой привёл её к победе на чемпионате Европы, а в 2018 году подопечные Шляпникова завоевали золото первого в истории турнира Лиги наций. В феврале 2019 года покинул пост главного тренера сборной России и перешёл на должность руководителя программы подготовки национальной команды к чемпионату мира-2022.
Сергей Шляпников — мастер спорта по волейболу (1997), заслуженный тренер России (2000), обладатель звания «Лучший детский тренер мира» МОК. Награждён Почётными знаками «За заслуги в развитии олимпийского движения в России» (2003), «За заслуги в развитии волейбола в России» (2011).